# Municipi de Rietavas
El Municipi de Rietavas (en lituà: Rietavo savivaldybė), és un dels 60 municipis de Lituània, situat dins del comtat de Telšiai. La capital és la ciutat de Rietavas. Cobreix una àrea de terreny de 586 km².

## Estructura
- 1 ciutats:Rietavas
- 1 poblaciones: Tverai
- 104 pobles

## Seniūnijos
- Daugėdų seniūnija (Daugėdai)
- Medingėnų seniūnija (Medingėnai)
- Rietavo seniūnija (Rietavas)

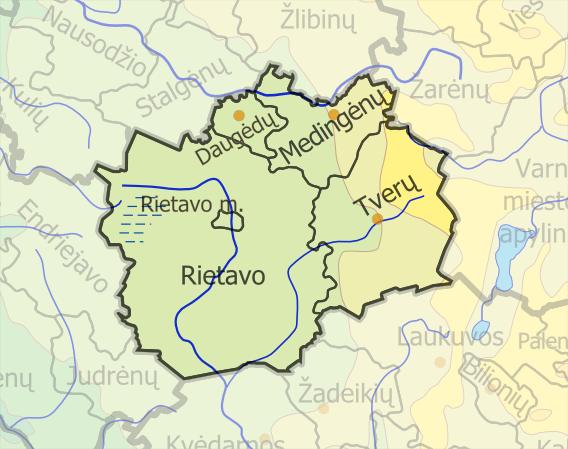
Seniūnijos del districte municipal de Rietavas

- Rietavo miesto seniūnija (Rietavas)
- Tverų seniūnija (Tverai)

## Galeria

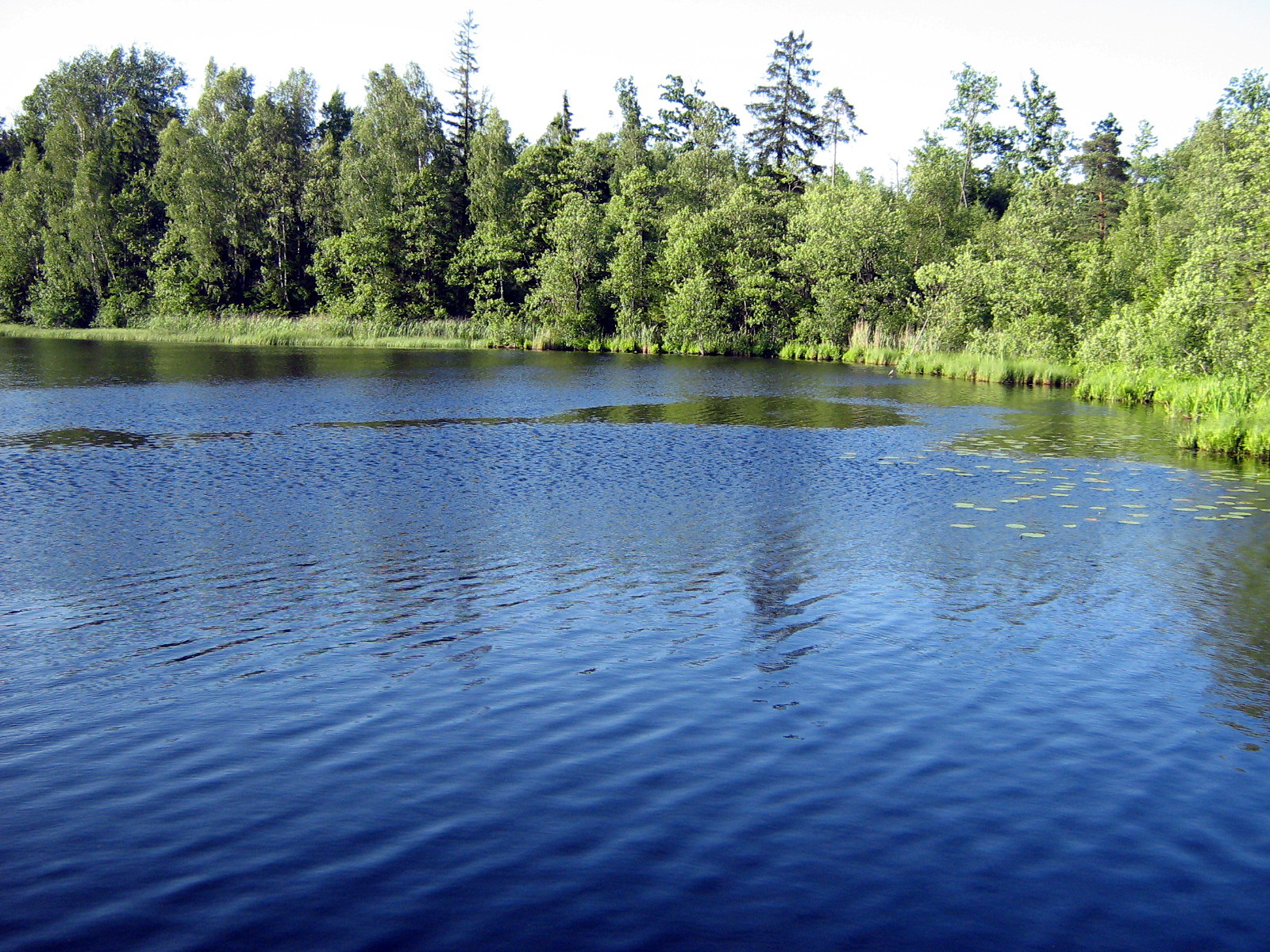
Llac Ruškis
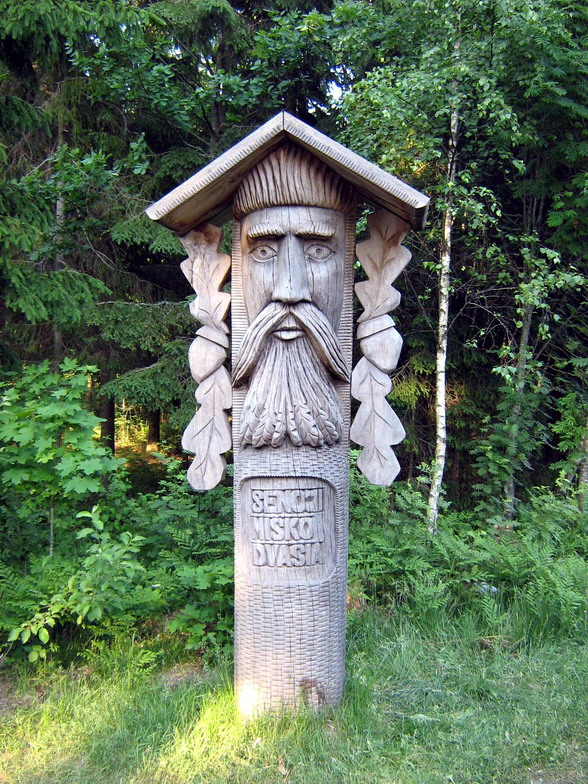
"'L'Esperit del Bosc Vell, una escultura de fusta del llac Ruškis